# Annie Rosar
Annie Rosar född Anna Rosar 17 maj 1888 i Wien död 5 augusti 1963 i Wien, österrikisk skådespelare. Rosar filmdebuterade 1919, och från 1930-talet fram till 1960-talet var hon en flitigt förekommande aktör inom tyskspråkig film.

## Filmografi (urval)
- 1958 - Resan till Rom
- 1955 - Ich denke oft an Piroschka
- 1955 - Mozart
- 1953 - Pricken ordnar allt
- 1949 – Den tredje mannen
- 1942 – Den gudarna älska
- 1940 - Min flicka bor i Wien
- 1938 – Geld fällt vom Himmel
- 1938 - 13 stolar
- 1935 - Ungkarlsmamman
- 1933 - Livet är underbart
- 1932 - Lumpenkavaliere